# ريبك لال محمد
ريبك لال محمد (بالفارسية: ریپک لال محمد) هي قرية تقع في قسم نغور الريفي (مقاطعة تشابهار) في إيران. يقدر عدد سكانها بـ 105 نسمة بحسب إحصاء 2016.